# NGC 5625-2
NGC 5625-2 (другие обозначения — MCG 7-30-13, ZWG 220.17, VV 25, ARP 50) — галактика в созвездии Волопас.
Этот объект не входит в число перечисленных в оригинальной редакции «Нового общего каталога» и был добавлен позднее.